# پرستودریایی آلیوتی
پرستودریایی آلیوتی (نام علمی: Onychoprion aleuticus) نام یک گونه از سرده پرستودریایی‌های پشت‌تیره است.